# Замок Таґа
Замок Таґа (яп. 多賀城, たがじょう, таґа-дзьо або таґа-но-кі) — фортеця-городище 8 — 11 століть в Японії, створена як передовий фортпост у провінції Муцу, на півночі острова Хонсю, для пацифікації місцевих племен еміші.

## Короткі відомості
Руїни замку Таґа розташовані на території міста Таґадзьо префектури Міяґі. 
Його було засновано 724 року японським полководцем Оно но Адзумабіто. В замку знаходилась адміністрація провінції Муцу, військова залога, штаб пацифікації, буддистські монастирі і синтоїстські святилища, арсенал, а також комори для продовольства. Територія укріплення була обнесена частоколом. 
У 780 році емішійський вождь Корехарі но Адзамаро спалив Таґу, але невдовзі її відбудували.
У 802 році, у зв'язку з успішним просуванням японських військ на північ острова Хонсю, сьоґун Саканоуе но Тамурамаро переніс пацифікаційний штаб провінції Муцу до замку Ісава, на території сучасного міста Осю префектури Івате. Через це замок Таґа перестав виконувати роль центрального військового осередку Північної Японії.
У 869 році провінція муцу постраждала від великого землетрусу. Замок Таґа виявися наполовину зруйнованим. Його реконструкція тривала до середини 10 століття, але завершена не була. Частвоково відбудовані будівлі замку згоріли у пожежі 1097 року.